# Kis viaszmoly

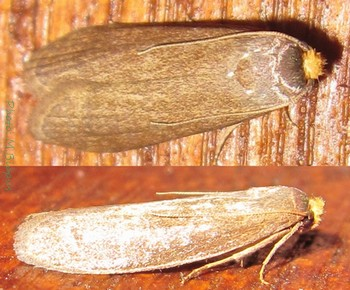
Achroia grisella hátracsukott szárnyakkal

A kis viaszmoly (Achroia grisella) a valódi lepkék közül a fényiloncafélék (Pyralidae) családjában a galériás molyok (Galleriinae) alcsaládjába tartozó, sajátos életmódú kártevő. A méhkaptárakban él, és használt (bábinges, virágporos) viasszal táplálkozik. Közeli rokonával a nagy viaszmollyal (Galleria melonella) együtt szinte minden méhcsaládban megtalálható, de csak elhanyagolt méhesben tud káros mértékben felszaporodni.

## Elterjedése, élőhelye
Ma már az egész világon elterjedt; az ember a méhészkedéssel hurcolta szét. Hazánkban is mindenhol megtalálható. A kaptáron kívül a félretett lépeket is tönkreteszi. Tipikusan mérsékelt égövi élőlény, de a szubtrópusokon és trópusokon is megél, ahol egész évben szaporodhat. Észak-Amerikában először 1806-ban figyelték meg. Becslések szerint az általa okozott kár 5 millió US dollár.

## Megjelenése
Szinte egyszínű ezüstös fényű szürke, szárnyai fényes sötétbarnák. A szárny fesztávolsága 16–22 mm. Az első potrohszelvényének hasi oldalán páros timpanális szerv található. A scolopalszerv ellentétes irányban húzódik.
A hernyók kezdetben fehérek, később szürkévé válnak. Jól fejlett hernyója 15 mm hosszú. Akár 30 mm-re is megnőhetnek.

## Életmódja
A hernyó a kaptárak viaszában él. 2-5 hónap alatt fejlődik ki. A hernyó telel át; hidegben nem táplálkozik. A fiasítást is körülhálózza, így a méhek nem tudják lefedni a sejtet. A behálózott méh nem tud kikelni, a sejtben pusztul el. Ha mégis kikel, akkor a lába vagy a szárnya csonka. A régi viaszt jobban kedveli a frissnél, de ha a szükség úgy hozza, akár szárított gyümölcsön (különösen almán és mazsolán), reszelt szarun, parafán, rovartetemen, vagy akár finomított cukron is megél. Még puha fába is beássa magát. Virágport, mézet és fiasítást is fogyaszt. A kaptár alján, a szemét között bábozódik be; gubóját pókhálószerű szálból szövi, és szeméttel ragasztja tele. Előfordul, hogy tömeges kártétele miatt a méhek elhagyják a kaptárt. Nálunk évente két nemzedéke van; a nemzedékek összefolynak. A hernyó a kaptárban, fehér gubóban bábozódik. A kifejlett viaszmoly nem eszik, szája csökevényes. Kerüli a fényt, csak napnyugta után repül, és keres magának új helyet. Petéjüket a kaptár rejtett zugaiba, réseibe, keretléceire rakják. A meleg kedvez a fejlődésüknek.
A kis viaszmoly a timpanális szervével hall. Ezzel a 20 és 300 kHz közötti ultrahangokat hallja. A legérzékenyebb tartomány 55 kHz és 80 kHz közötti. Hallja a denevérek ultrahangját (többnyire 20 kHz és 110 KHz között), és a hímek maguk is adnak ki hangokat 70 kHz és 130 kHz között. Ezt a hangot szárnyukkal keltik, és a nőstények közelítik meg a hímet repülve vagy mászva. Hangkeltéskor a szárnyak mozgása a repüléshez hasonlít, de annál kisebb amplitúdójú. Emellett mellékesen feromont is kibocsátanak, ami 1-undekanálból és N-11-cisz-oktadekanálból áll. Ez nem növeli a hímek vonzerejét, a tájékozódás hang alapján történik. A faj a hang ütemezése alapján ismerhető fel.
A denevérek kiáltására elkerülő mozgással válaszolnak, így nem közelítik meg a 60 Hz-nél lassabb szimulált denevérkiáltások forrását. A nőstények szempontjából az a hím vonzó, aki gyors ütemben, hangosan és hosszú aszinkronitási időben szól. Ez utóbbi a bal és a jobb szárnycsapás között eltelt idő. A nőstények a hangosabb hímet keresik, mert az feltehetően közelebb van. A gyors ütem segít megkülönböztetni a hímet a denevértől. Az aszinkronitási idő vitatott, eddig nem sikerült megvizsgálni a szerepét, mivel a laboratóriumi körülmények között tenyésztett egyedek erre már nem voltak érzékenyek. Megfigyelték, hogy ha két hím van egymás közelében, akkor egy darabig ráerősítenek, de mivel ez fizikailag megterhelő, ezért ezek a párbajok 5-10 percig tartanak, de ez a legfontosabb szaka az éjszakának. Ez összevethető a teljes kint töltött idő 6-10 órás hosszával. Miután kirepültek, a hímek a közelben telepszenek le, és hívogatni kezdik a nőstényeket. Azok egy hímmel párzanak, majd visszatérnek a kaptárhoz, hogy lerakják petéiket. Életük során több száz petét rakhatnak. Gyakran látható, amint peterakáshoz készülődnek, de a méhek észreveszik őket, és megölik őket. Ha a család meggyengül, akkor a viaszmolyok átvehetik a hatalmat.
Természetes ragadozóik közé tartoznak a denevérek mellett az Apanteles galleriae élősködő darázs, a valódi fürkészdarazsak több faja, a Bacillus thuringiensis és egy baculovírus.

## Védekezés

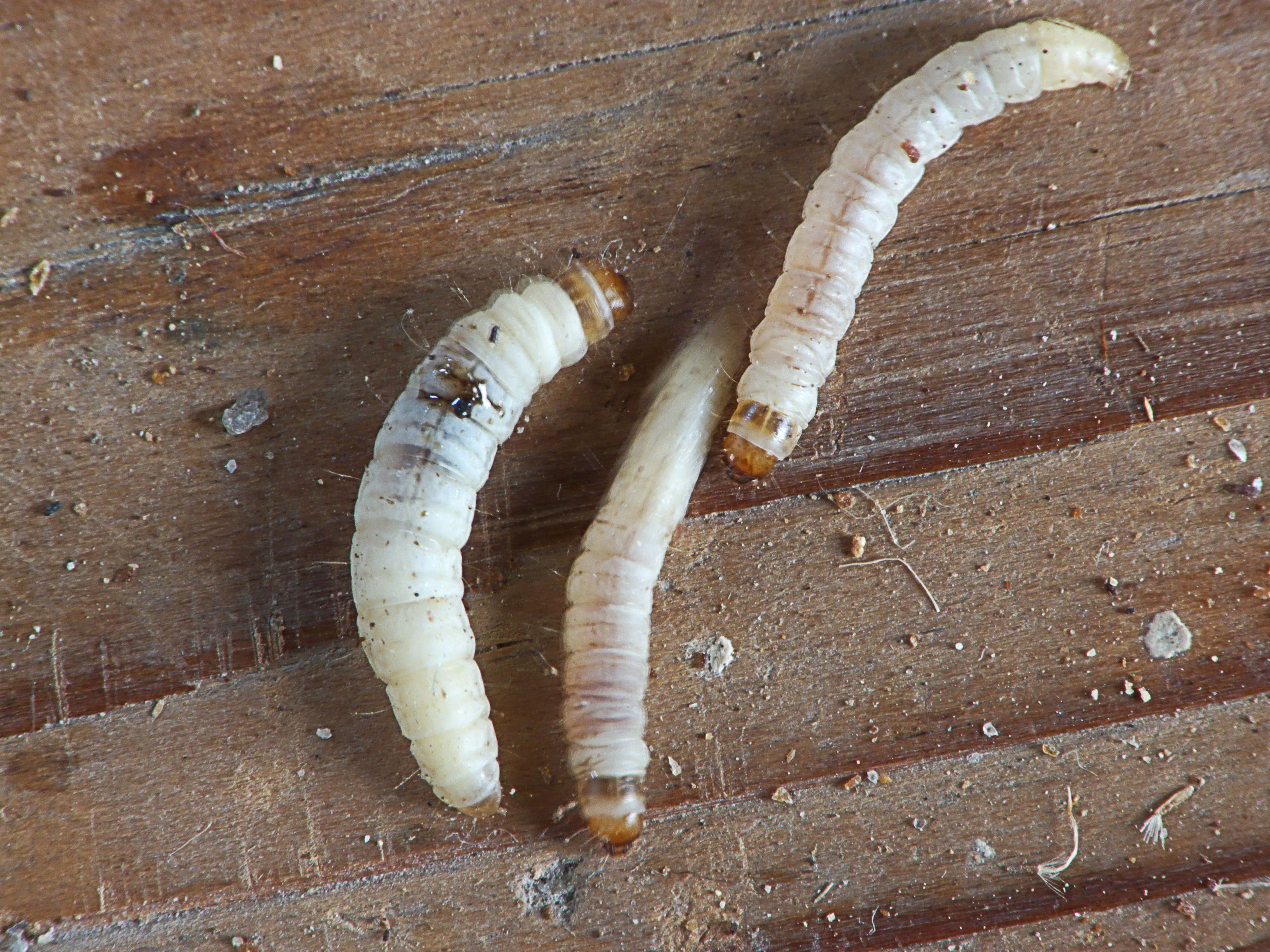
Hernyók

A méhcsaládokat a méhésznek rendszeresen ellenőriznie kell. Ha már látható a kártétel, akkor a családnak csak annyi lépet szabad meghagyni, amennyit jól takar. A gyengébb családok szemetét két hetente takarítani kell az aktív időszakban, fejlődésüket pedig támogatni kell.
A fiasításos lépekből is ki lehet irtani a hernyót. A zsinóros sejtfedelek felbontásával az elrejtőzött hernyók megtalálhatók. A méhtelenített keretekről a hernyók lerázhatók. Ehhez a keretet ferdén kell tartani és többször körbe forgatni, hogy mindig másik léc álljon ferdén felfelé. A szövedékbe gyufát fúrnak, és megforgatják.
Az erősen megrágott részeket a család nem építi újjá, ezért jobb ezeket kivágni. A híg eleséges etetés támogatja az építést és a tisztogatást.
A nyári időszakban a félretett, erős családokhoz be nem férő kereteket 2 hetente kénezni kell. Köbméterenként egyszerre 150-200 g ként kell elégetni, majd egy-két napra bezárni a szekrényt. Kénezés előtt ki kell pergetni azokat a lépeket, amelyekben nyitott méz van, mert a kén-dioxid mérget alkot a mézzel. Beadás előtt a lépeket ki kell szellőztetni. A lépek hűvös, világos, szellős helyen tartva kevésbé molyosodnak. Ezek a körülmények a már bent levő peték, hernyók és bábok fejlődésére is kedvezőtlenek. A kiolvasztásra szánt lépdarabot (sonkolyt) is kénezni kell.
Kén helyett használnak paradiklorobenzént (PDB), és újabban szén-dioxidot is. Ez utóbbi előnye, hogy mézes kereteken is használható. Mindeddig nem tudtak megfelelő csapdát alkotni a molyosodás elkerülésére, csak a hűtés hatásos.
A kisebb lépdarabkák és törmelék eltarthatóságának biztosítására Örösi a következőket ajánlja:
- Keménnyé gyúrva hűvös, száraz helyen, jól szellőző kosárkában vagy jól záró dobozban.
- Forró vízbe dobva elpusztulnak a peték. Ezután papírba csomagolva vagy vízüvegbe mártva már nem fogja megtámadni a viaszmoly.
- Ha sok van a törmelékből, akkor ládában is eltartható keményre döngölve.

## Felhasználása
Az akvaristák és a terraristák hernyóját és imágóját – a nagy viaszmolyéval együtt – a halak, valamint a kisebb termetű, illetve újszülött hüllők hasznos eleségállatának tartják, és ennek érdekében tenyésztik is. A viaszmollyal táplált állatok hajlamosak az elhízásra – ebből adódóan a viaszmoly kiváltképp az újszülött, illetve lesoványodott állatok táplálékaként optimális.

## Fordítás
Ez a szócikk részben vagy egészben  a   Kleine Wachsmotte című német Wikipédia-szócikk fordításán alapul.  Az eredeti cikk szerkesztőit annak laptörténete sorolja fel. Ez a jelzés csupán a megfogalmazás eredetét és a szerzői jogokat jelzi, nem szolgál a cikkben szereplő információk forrásmegjelöléseként.
Ez a szócikk részben vagy egészben  a   Lesser wax moth című angol Wikipédia-szócikk fordításán alapul.  Az eredeti cikk szerkesztőit annak laptörténete sorolja fel. Ez a jelzés csupán a megfogalmazás eredetét és a szerzői jogokat jelzi, nem szolgál a cikkben szereplő információk forrásmegjelöléseként.